# Mandø
Mandø è un'isola sul Wattenmeer danese, nel sud-ovest della penisola dello Jutland, in Danimarca.
L'isola si estende su una superficie di 7,63 km² e conta 62 abitanti. L'isola si trova a circa 12 chilometri a sud ovest della città antica di Ribe.
Mandø è accessibile solo due volte al giorno, durante la bassa marea, attraverso una strada sterrata di circa quattro chilometri di lunghezza che collega l'isola alla terraferma. Ampie distese fangose e paludi salmastre circondano l'isola e forniscono aree di nutrimento a moltitudini di uccelli e di altri organismi. Nei secoli passati una grande diga di terra è stata costruita intorno al perimetro dell'isola, anche se sostanzialmente è arretrata rispetto alla linea di costa. Questa difesa artificiale ha permesso lo sviluppo della coltivazione del frumento e l'allevamento di pecore al pascolo. Mandø è tecnicamente un hallig, anche se è lontana dalle dieci isole tedesche comunemente descritte da tale termine. Il nome dell'isola è stato spesso descritto in passato come Manø.
Gli edifici dell'isola sono concentrati intorno al villaggio, che si trova vicino ad una fila di dune sul punto più occidentale e più alto dell'isola.

## Storia
La prima testimonianza scritta di Mandø risale al 1231. Il significato dell'origine del nome Mannæø o Manno è incerto. Secondo un'interpretazione il nome significherebbe "Isola degli Uomini". Tuttavia, è stato anche interpretato come relativo ad un luogo di sepoltura per le vittime di naufragi: infatti un certo numero di isole in Svezia hanno nomi simili e con questo significato. Una terza interpretazione spiegherebbe come il nome derivi dal termine "Manni".
Un documento storico locale, la Avia Ripensis (in danese: Ribe Oldemoder), menziona l'esistenza di una chiesa locale nel 1340. Nel XVI e XVII secolo alcune tempeste marine distrussero le prime due chiese, cosicché l'attuale edificio fu ricostruito nel 1639 (e restaurato nel 1727) nel punto più alto dell'isola. L'isola appartenne al regio demanio fino al 1741, quando gli isolani l'acquistarono ad un'asta. Mandø rimase scarsamente popolata rispetto alle isole vicine di Fano e Rømø. Il censimento del 1890 registrò una popolazione isolana di 262 abitanti, numero che ormai si è ridotta a 37 abitanti (2013).
L'isola è stata colpita da tempeste e inondazioni in diverse occasioni. Una diga nota come Bydiget (diga del villaggio) è stata costruita nel 1887 a est dell'insediamento principale. Una seconda, Havnediget (diga del porto), è stata costruita nel 1937 per proteggere la parte settentrionale dell'isola, Gammel Mandø (vecchia Mandø). Entrambe le dighe sono state scavalcate dall'alluvione del 1981.
La vita sull'isola è stata inizialmente sostenuta grazie all'agricoltura (gestita dalle donne) e alla pesca (gestita dagli uomini). Successivamente l'economia è girata intorno all'attività marittima. Nel XX secolo, l'agricoltura è diventata l'attività dominante, anche se il numero di aziende agricole è passato da un apice di 25 a una sola azienda nel 1997. Attualmente la maggior parte degli abitanti è costituita da pensionati.

## Accesso all'isola

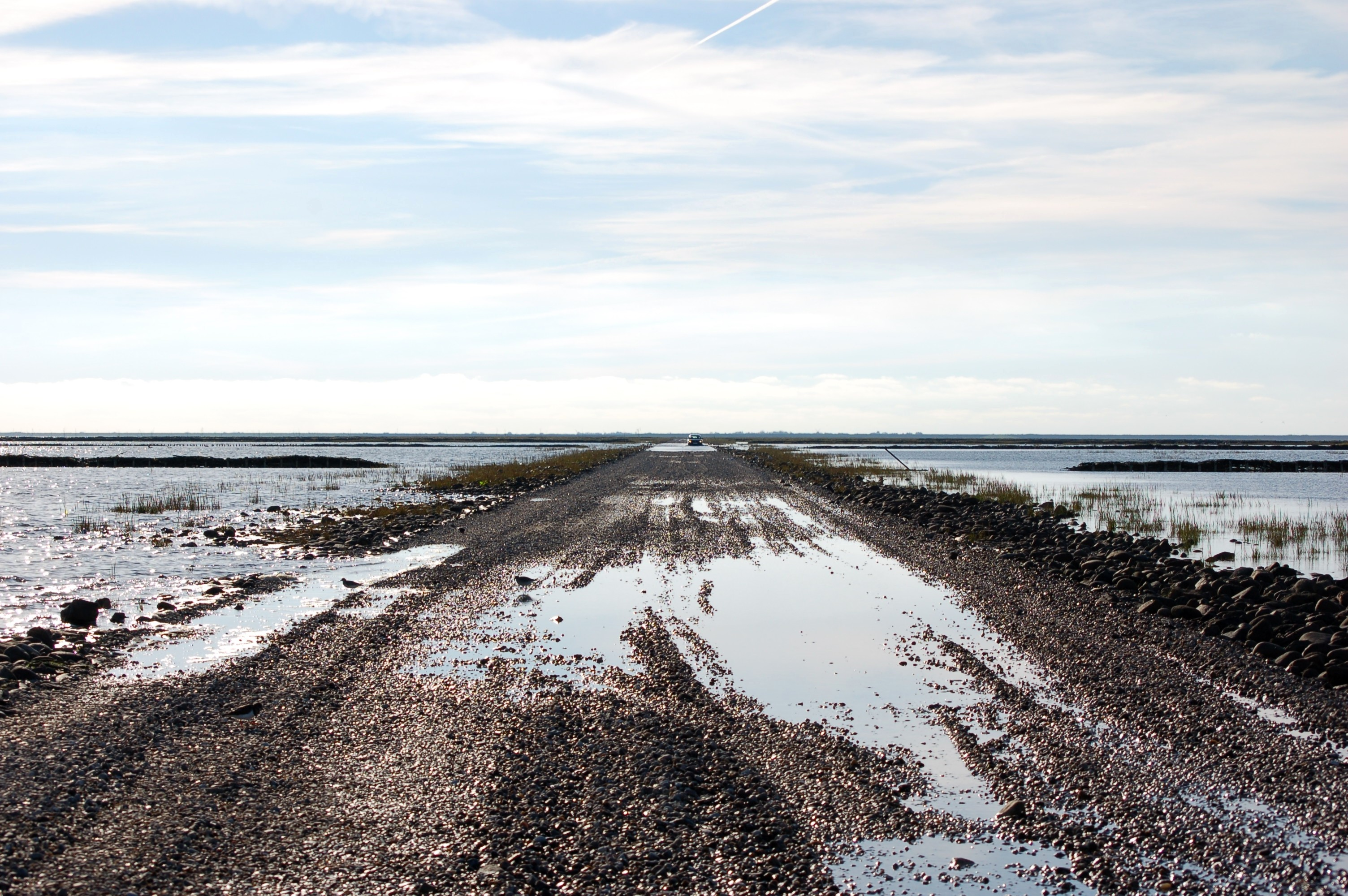
Strada sterrata rialzata per Mandø

Gli autoveicoli convenzionali possono accedere all'isola di Mandø tramite una strada sterrata (costruita per la prima volta nel 1887), rialzata di circa 60 cm rispetto al fondale marino. Questo percorso tuttavia è compromesso dalle tempeste e dall'alta marea. Il paese più vicino sulla terraferma, che è la porta d'ingresso di Mandø, è Vester Vedsted. Questa semplice strada rialzata di accesso non è altro che uno stato abbondante di ghiaia appoggiata su una piana fangosa, pertanto necessita di una frequente manutenzione periodica di aggiunta.

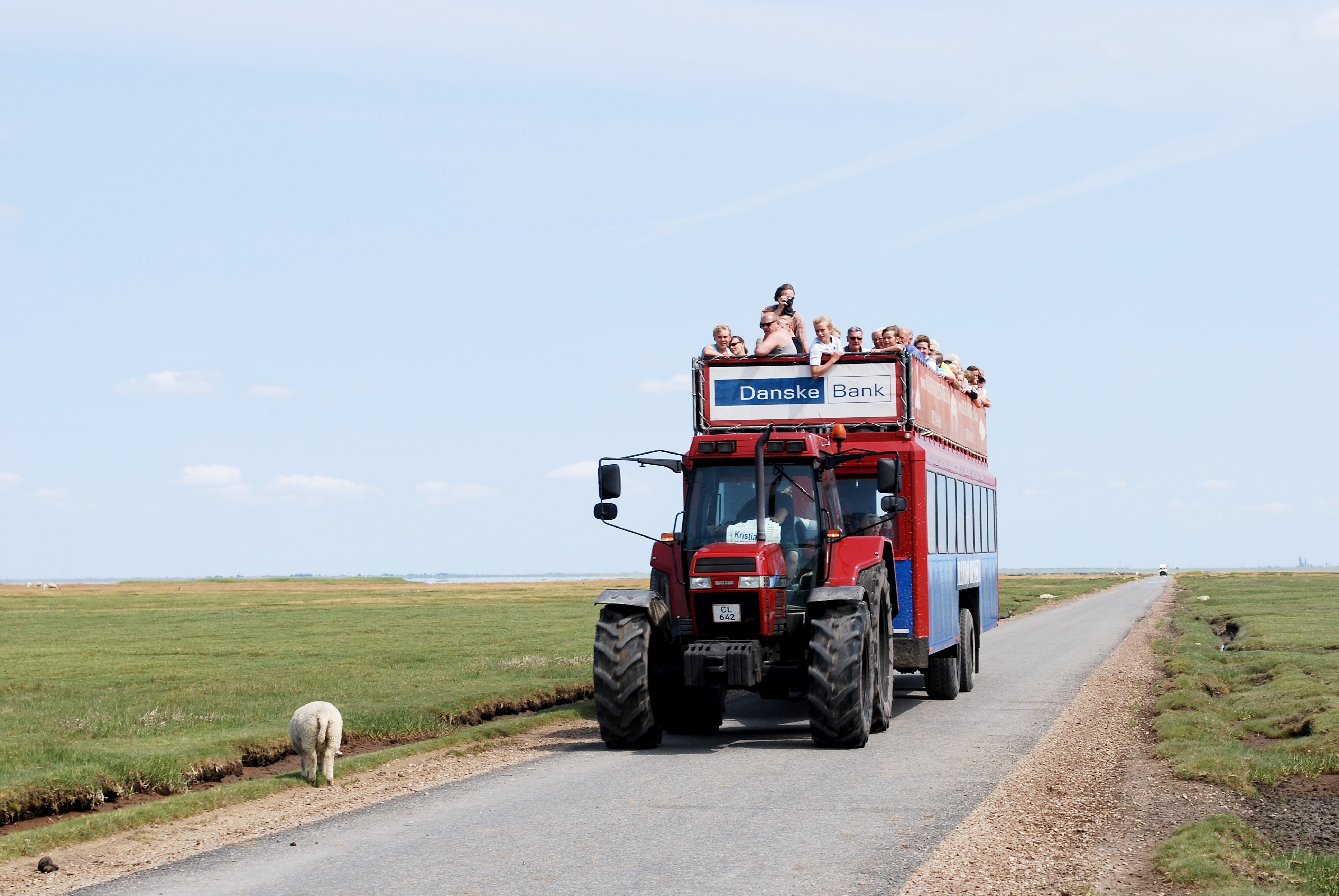
Traktorbus

In alternativa, molti visitatori raggiungono l'isola per mezzo di uno speciale trattore che traina un rimorchio-autobus con pneumatici molto grandi (Mandøbus o Traktorbus). Questo veicolo è in grado di attraversare alcune delle zone fangose più solide, ma solo con bassa marea. In ogni caso, i veicoli privati o il "Mandøbus-Traktorbus" dal centro informazioni "Wadden Sea Center", che offre informazioni sulla natura e vanta un piccolo museo dedicato alla storia naturale di Mandø. L'isola si trova a metà strada tra le due isole maggiori di Fanø e Rømø che sono collegate alla terraferma rispettivamente da un traghetto e una strada sterrata rialzata.

## Geologia e geografia
Geograficamente, Mandø è una delle isole più settentrionali tra le isole della Frisia del Nord al largo della costa danese sud-ovest e della costa tedesca nord-ovest. Le isole Frisone sono in genere la linea di demarcazione che separa il Mare del Nord dal mare di Wadden, che è un mare poco profondo di circa 5.000 chilometri quadrati, crivellati di piccole isole e sabbie mobili. L'intera zona del Mare di Wadden è costituita da depositi fluviali dell'era glaciale.

## Ecologia
I principali ecosistemi su questa isola sono la palude marina, il fango, la zona litoranea e i prati umidi. In effetti, la superficie fangosa si estende tanto quanto quella arabile nell'entroterra. L'isola di Mandø è nota per la sua vasta avifauna. Tra le specie nidificanti vi si trova la sterna, la beccaccia, molti trampolieri e anatre tra cui gli edredoni. Le distese fangose e le paludi offrono agli uccelli un luogo sicuro e indisturbato per l'alimentazione, il riposo e la riproduzione.
Ci sono anche una varietà di insetti, organismi marini e piccoli mammiferi che trovano un habitat perfetto su questa isola. Molte erbe e fiori selvatici popolano la parte più elevate dell'isola, oltre ad erbe palustri nella zona intertidiziale. Oltre alla fauna autoctona, sull'isola sono presenti le pecore al pascolo.